# European Women's Lobby
European Women's Lobby, förkortat EWL, är en paraplyorganisation för kvinnorörelsen inom EU som grundades 1990. Organisationen har cirka 2 000 medlemsorganisationer i 27 EU-länder och tre av EU:s kandidatländer. 
Organisationen verkar för jämställdhet och kvinnors rättigheter inom EU och genomför via sina medlemsorganisationer lobbyaktioner. På internationell nivå har EWL rådgivande status i Europarådet och i FN:s ekonomiska och sociala råd, samt deltar regelbundet i verksamheten i FN:s Kvinnokommission.

## Historia
Bakgrunden till EWL:s bildade var en samling i London i november 1987 med 120 kvinnliga representanter från 85 organisationer med sammanlagt 50 miljoner enskilda medlemmar. Det antogs då två resolutioner och EU-kommissionen uttryckte sitt stöd för att grunda det som kom att bli EWL. Det innebar att EWL grundades formellt 1990 av Belgien, Danmark, Frankrike, Tyskland, Grekland, Irland, Italien, Luxemburg, Portugal, Spanien, Nederländerna och Storbritannien och 17 europeiska kvinnoorganisationer.
Allt eftersom EU har utvidgats och fått nya medlemsländer har EWL upprättat kontakter och samarbete med kvinnoorganisationer i dessa länder. 2010 hade EWL representation i Österrike, Belgien, Bulgarien, Kroatien, Cypern, Tjeckien, Danmark, Estland, Finland, Frankrike, Tyskland, Grekland, Ungern, Irland, Italien, Lettland, Litauen, Luxemburg, Makedonien, Malta, Nederländerna, Polen, Portugal, Rumänien, Slovakien, Slovenien, Spanien, Sverige, Turkiet och Storbritannien.